# Camptodiplosis auriculariae
Camptodiplosis auriculariae is een muggensoort uit de familie van de galmuggen (Cecidomyiidae). De wetenschappelijke naam van de soort is voor het eerst geldig gepubliceerd in 1953 door Buxton & Barnes.